# بيثيسدا سوفت ووركس
بيثيسدا سوفت ووركس (بالإنجليزية: Bethesda Softworks)‏ هي شركة أمريكية تابعة ل زيني ماكس ميديا متخصصة في ألعاب الفيديو، تأسست عام 1986، يقع مقرها في روكفيل. تقوم الشركة بنشر ألعاب الفيديو . قام بتأسيسها كريستوفر ويفر وهو مطور برمجيات. من أشهر ألعابها ذا إيلدر سكرولز 5: سكايرم.

## بعض ألعابها
- فول أوت 3
- ديسونرد
- ريج
- ذا ايفل ويثن
- فول أوت 4
- دوم
- ولفينشتاين: ذا نيو أوردر
- ولفينشتاين: ذا أولد بلود